# Phalauda
Phalauda là một thị xã và là một nagar panchayat của quận Meerut thuộc bang Uttar Pradesh, Ấn Độ.

## Địa lý
Phalauda có vị trí 29°11′B 77°49′Đ / 29,18°B 77,82°Đ Nó có độ cao trung bình là 221 mét (725 feet).

## Nhân khẩu
Theo điều tra dân số năm 2001 của Ấn Độ, Phalauda có dân số 17.200 người. Phái nam chiếm 53% tổng số dân và phái nữ chiếm 47%. Phalauda có tỷ lệ 49% biết đọc biết viết, thấp hơn tỷ lệ trung bình toàn quốc là 59,5%: tỷ lệ cho phái nam là 59%, và tỷ lệ cho phái nữ là 38%. Tại Phalauda, 19% dân số nhỏ hơn 6 tuổi.